# Orodara
Orodara is een stad in Burkina Faso en is de hoofdplaats van de provincie Kénédougou.
Orodara telde in 2006 bij de volkstelling 19.490 inwoners.